# Khỉ đuôi dài
Khỉ đuôi dài (Macaca fascicularis), còn gọi là khỉ ăn cua, là một loài linh trưởng họ Khỉ Cựu Thế giới có nguồn gốc từ Đông Nam Á. Nó được gọi là khỉ cynomolgus trong các phòng thí nghiệm. Nó có lịch sử lâu đời sống chung với con người; nó đã được luân phiên coi là một loài gây hại nông nghiệp, động vật linh thiêng trong một số ngôi đền, và gần đây hơn, vật thí nghiệm trong y học.
Khỉ đuôi dài sống trong các nhóm xã hội mẫu hệ lên đến tám cá thể do con cái thống trị. Các thành viên đực rời nhóm khi đến độ tuổi dậy thì. Nó là loài ăn tạp cơ hội và đã được ghi nhận bằng là biết sử dụng các công cụ để kiếm thức ăn ở Thái Lan và Myanmar. Khỉ đuôi dài là một loài xâm lấn và là mối đe dọa đối với đa dạng sinh học ở một số nơi, bao gồm Hồng Kông và phía tây New Guinea. Sự chồng chéo đáng kể trong không gian sống của khỉ và con người đã dẫn đến sự mất môi trường sống nghiêm trọng hơn, và sự tranh chấp xung đột về tài nguyên.

## Từ nguyên
Macaca bắt nguồn từ từ tiếng Bồ Đào Nha macaco, có nguồn gốc từ makaku, một từ Ibinda (ngôn ngữ Tây Phi) (kaku có nghĩa là "khỉ" trong Ibinda). Tên gọi cụ thể fascicularis là tiếng Latinh nghĩa là một dải hoặc sọc nhỏ. Ngài Thomas Raffles, người đặt tên khoa học cho loài này vào năm 1821, không nói rõ ý của ông khi sử dụng từ này.
Ở Indonesia và Malaysia, M. fascicularis và các loài khỉ khác thường được gọi chung là kera, có thể do tiếng kêu the thé của chúng.
Loài này có một vài tên gọi chung. Nó thường được gọi là khỉ đuôi dài do đuôi của nó thường dài hơn thân. Cái tên khỉ ăn cua đề cập đến việc nó thường được nhìn thấy ở các bãi biển kiếm cua để ăn. Một tên thông thường khác của M. fascicularis là khỉ cynomolgus, từ tên của một chủng tộc người có mái tóc dài và râu đẹp sử dụng chó để săn bắn theo Aristophanes của Byzantium, người dường như là người bắt nguồn từ nguyên của từ cynomolgus từ tiếng Hy Lạp κύωκύ, cyon 'chó' (gen. cyno-s) và động từ ἀμέλγειν, amelgein 'vắt sữa' (adj. amolg-os), bằng cách nói nhưng không có chứng cứ rằng chúng vắt sữa những con chó cái. Tên này thường được sử dụng trong các phòng thí nghiệm.
Ở Thái Lan, loài này được gọi là "ลิงแสม" (Ling s̄æm; nghĩa đen là 'khỉ rừng ngập mặn') vì nó sống và kiếm ăn trong các khu rừng ngập mặn.

## Phân loại
10 phân loài của M. fascicularis là:
- Khỉ đuôi dài thông thường, M. f. fascicularis
- Khỉ đuôi dài Miếm điện, M. f. aurea
- Khỉ đuôi dài Nicobar, M. f. umbrosa
- Khỉ đuôi dài vương miện tối, M. f. atriceps
- Khỉ đuôi dài Côn Đảo, M. f. condorensis
- Khỉ đuôi dài Simeulue, M. f. fusca
- Khỉ đuôi dài Lasia, M. f. lasiae
- Khỉ đuôi dài Maratua, M. f. tua
- Khỉ đuôi dài Kemujan, M. f. karimondjawae
- Khỉ đuôi dài Phi luật tân, M. f. philippensis [19]

## Đặc điểm
Chiều dài cơ thể của con trưởng thành, khác nhau giữa các phân loài, là 38–55 cm với tay và chân tương đối ngắn. Con đực lớn hơn đáng kể so với con cái, cân nặng 5–9 kg so với cân nặng 3–6 kg của con cái. Đuôi dài hơn cơ thể, thường dài 40–65 cm, được sử dụng để giữ thăng bằng khi chúng nhảy khoảng cách lên đến 5 m. Các phần trên của cơ thể có màu nâu sẫm với các chóp màu nâu vàng nhạt. Các phần bên dưới có màu xám nhạt với phần đuôi màu xám đậm/nâu. Khỉ ăn cua có lông đỉnh hướng ra sau, đôi khi tạo thành mào ngắn ở đường giữa. Da của chúng có màu đen ở bàn chân và tai, trong khi da ở mõm có màu hồng xám nhạt. Mí mắt thường có những mảng trắng nổi rõ và đôi khi có những chấm trắng trên tai. Con đực có ria mép và râu trên má đặc trưng, trong khi con cái chỉ có râu trên má. Khỉ ăn cua có một túi má dùng để đựng thức ăn trong khi kiếm ăn. Con cái không có biểu hiện sưng hậu môn.